# Сахьянова, Мария Михайловна
Мария Михайловна Сахьянова (5 января 1896, у. Шибертуй, Балаганский уезд, Иркутская губерния, Российская империя — январь 1981, Москва, СССР) — советский партийный и государственный деятель, внесла большой вклад в образование и становление Бурят-Монгольской АССР, участница  Пекинской группы коминтерновских представителей под руководством Григория Наумовича Войтинского, уполномоченная Комиссии партийного контроля при ЦК ВКП(б) СССР. 31 декабря 1924 г. избрана секретарём Бурят-Монгольского областного комитета РКП(б), что делает её первой в мире женщиной-руководительницей республики.

## Биография

### Детство и юность
Родилась в семье бедняка. По национальности бурятка. Окончила двухклассное училище и церковно-учительскую школу. С 1915 года жила в Петрограде, училась вольнослушательницей на высших женских курсах им. П.Ф. Лесгафта. Автор монографии о женском движении А.А. Бартанова писала: М.М. Сахьянова принимала участие в работе студенческой фракции Петроградской организации РСДРП(б), в объединённом студенческом и рабочем Красном Кресте помощи ссыльным и  заключенным. В сентябре 1915 года вступила в студенческий марксистский кружок.
Член РКП(б) с 1916 года. В том же году была арестована, освобождена 21 февраля 1917 года. В апреле 1917 года вместе с рабочими Питера, моряками Кронштадта на Финском вокзале встречала Владимира Ильича Ленина.  Летом того же года вернулась на родину. Участвовала в Декабрьских боях 1917 года в Иркутске. Работала в Иркутском комитете РКП(б). В начале 1918 года создала в Иркутске первую большевистскую группу бурятских коммунистов.
В мае 1918 года была назначена руководителем сектора при орготделе Центросибири по организации советской власти в бурятских улусах. Летом того же года, в связи с временным падением советской власти в Сибири, ушла в подполье. Была избрана секретарём Дальневосточного комитета РКП(б), работала в Дальневосточном секретариате Коминтерна.

### Миссия в Китае
В сентябре 1920 года Мария Сахьянова как представительница Коминтерна была отправлена в Китай. С паспортом на имя Марии Александровны Трубачеевой, в возрасте 22 лет, православного вероисповедания, 3 сентября Сахьянова выехала в Пекин из Харбина, из русской полосы отчуждения Китайско-Восточной железной дороги (КВЖД).
В 1920—1921 годах по заданию Коминтерна находилась на революционной работе в Китае.
После создания первого коммунистического кружка в Шанхае Сахьянова 28 марта 1921 года (после семимесячной «командировки» и заграничного «замужества») возвращается на территорию ДВР. Через Харбин и полосу отчуждения КВЖД уже в апреле она оказывается в родном Иркутске в качестве секретаря Монголо-Тибетской секции Дальневосточного секретариата Коминтерна.
Затем училась в Коммунистическом университете им. Свердлова в Москве.

### Образование
Окончила Коммунистический университет имени Я. М. Свердлова, Институт красной профессуры.
В 1930-х годах входила в редакционную коллегию журнала «Революция и национальности».

### В Бурят-Монгольской АССР
С декабря 1923 года работала в Бурятском областном комитете РКП(б). 31 декабря 1924 года была избрана секретарём Бурят-Монгольского областного комитета РКП(б).

### В Москве
С 1929 года Сахьянова работала в аппарате ЦК ВКП(б). Была Членом Центральной контрольной комиссии ВКП(б) СССР (1927—1934) и Членом Комиссии партийного контроля при ЦК ВКП(б) СССР (1934—1939). Была среди организаторов приема Официальной делегации Бурят-Монгольской АССР в Кремль в феврале 1936 года.

### В Чувашской АССР
На 1937-1938 годы пришёлся очередной этап политических репрессий в СССР, который принято называть «Большим террором». В этот период происходили расправы с «врагами народа», фактическое истребление многих представителей прежних «эксплуататорских» классов, старой «большевистской гвардии», интеллигенции и советско-партийной элиты как Советского Союза в целом, так и Чувашии, в частности. Пик террора в республике пришёлся на 1937 г. Согласно июльским решениям Политбюро ВКП(б) 1937 г. всем секретарям обкомов и крайкомов предлагалось представить в пятидневный срок в ЦК ВКП(б) для утверждения составы спецтроек, а также указать количество лиц, подлежащих расстрелу и иным видам репрессий по первой и второй категориям. Оперативным приказом наркома внутренних дел СССР Н.И. Ежова от 30 июля 1937 г. по Чувашской АССР подтверждалось следующее количество лиц, подлежащих репрессиям: по первой категории - 300 человек, по второй категории - 1500 человек. Спецтройка ЧАССР в составе первого секретаря ОК ВКП(б) С.П. Петрова, наркома НКВД А.М. Розанова, прокурора И.С. Элифанова план по расстрелу 300 человек перевыполнила уже к ноябрю, хотя по приказу Ежова это нужно было сделать к концу декабря. Чебоксарским НКВД только в августе 1937 г. ликвидировано 258 «врагов светлого будущего». Не отставали от них и районные тройки. Решения Чебоксарской спецтройки приводили в исполнение через 5, 7, 15, 20 и более дней. Казни проводили в подвале бывшего музея В.И. Ленина в г. Чебоксары.
ЦК ВКП(б) был вынужден откомандировать в помощь местным органам особые бригады уполномоченных для наведения порядка в «партийном хозяйстве». Такими «миссионерами» по Чувашии были в 1936-1938 гг. М.М. Сахьянова [от ЦК ВКП(б)] и О.П. Мишакова [инструктор ЦК ВЛКСМ]. Именно лидеры Чувашской комсомольской организации приняли на себя первый удар маховика сталинских репрессий.
Осенью 1937 г. на XIV областной конференции ВЛКСМ О.П. Мишакова заявила, что «в аппарате ОК ВЛКСМ сидит враг». По её требованию непосредственно на конференции были исключены из комсомола 7 человек, лишены делегатских мандатов 36 человек, которым было выражено политическое недоверие.

### В Башкирской АССР
14 декабря 1936 года под грифом «совершенно секретно» на стол первого секретаря Башкирского обкома ВКП(б) Я. Б. Быкина легло сообщение начальника УНКВД по Башкирии о том, что при проверке правильности аттестации учителей Нуримановского района нарком просвещения Г. К. Давлетшин ночевал на квартире учителя — «антисоветчика» Кильдебекова, сына муллы, отец которого был раскулачен, что после аттестации ежедневно в присутствии наркома устраивались ужины со спиртными напитками, что Г. К. Давлетшин приставал к жёнам учителей и даже грозил при этом пистолетом. Заканчивалось все словами: «Изложенное сообщаю на Ваше усмотрение. Со своей стороны считаю, что материал обязательно должен быть проверен на месте». Реакция обкома была незамедлительной. 3 января 1937 года на месте разбирался член бюро обкома Р. В. Абубакиров. Были опрошены и дали письменные объяснения девять человек. Оказалось, что за три дня пребывания Г. К. Давлетшина в Нуримановском районе было аттестовано 255 учителей и все было сделано правильно, за исключением кандидатуры Кильдебекова. На квартире последнего нарком ночевал одну ночь, и то по недоразумению, а две другие — на квартире директора школы. Были подтверждены факты организации ужинов со спиртными напитками, на которых присутствовал нарком, однако его участие в распитии их было чисто символическим. Никаких фактов приставания к жёнам учителей, дебоша и прочих провинностей со стороны Г. К. Давлетшина установлено не было.
После для проверки заявлений, поступивших на имя Сталина об отсутствии бдительности и либеральной политике Башкирского обкома ВКП(б) по отношению к чуждым и враждебным элементам, в Башкирскую АССР была направлена член КПК при ЦК ВКП(б) М. М. Сахьянова.
7—11 сентября 1937 года состоялся II пленум Уфимского горкома ВКП(б), в решении которого подчёркивалось, что «Обком и Горком ВКП(б) в деле разоблачения и выкорчёвывания троцкистско-бухаринских и националистических бандитов — врагов народа — проявили недопустимую бездеятельность». Наряду с самобичеванием практически всех ответственных партработников, на пленуме выступил и И. И. Тимонин, уже бывший секретарь парткомиссии КПК по Башкирии, с самокритикой в недостаточном выполнении указаний Сталина по разоблачению «врагов народа» и сообщивший о перетряске фактически всего ранее возглавляемого им аппарата КПК.

### В Москве
С 1951 года до ухода на пенсию в 1956 году работала научным сотрудником Института марксизма-ленинизма при ЦК КПСС.

### ФильмПотомок Чингисхана
Мария Сахьянова сохранила письмо актёра Валерия Инкижинова. В 2019 году его письмо продюсеру фильма Потомок Чингисхана Александру Ивановичу Оширову вернулось в Улан-Удэ. "Она не считала его врагом народа, иначе она его уничтожала бы, но сохранила для будущего поколения. Огромное спасибо хочу выразить Валентине Александровне Сахьяновой в сохранении этих неповторимых документов, - поблагодарил владелец галереи Лев Бардамов".

## Награды и звания
- 2 ордена Ленина (в том числе 04.08.1956)
- Почётный гражданин города Улан-Удэ.

## В культуре
18 мая 1936 года в клубе-театре ПВРЗ города Улан-Удэ состоялась прьемьера пьесы Солбонэ Туя «Оюн Билик» о первой бурятской большевичке М. Сахьяновой. Постановка нацтеатра, режиссёр - постановщик Мария Бадмаевна Шамбуева

## Память
Именем М. М. Сахьяновой названа улица в Улан-Удэ (бывшая Фабричная ул.).

## Родственники
Супруг - первый продюсер Бурятии Александр Иванович Оширов
Балерина Л. П. Сахьянова — племянница М. М. Сахьяновой.